# جواب (خدمة إنترنت)
جواب (المعروفة سابقًا باسم Easy ADSL)، هو مزود خدمة إنترنت جزائري، وهو فرع شركة اتصالات الجزائر. وُلدت شركة جواب xDSL من اندماج ثلاثة من مزودي خدمات الوصول إلى الإنترنت التابعة لشركة اتصالات الجزائر: إيزي أديسال (Easy ADSL) وفوري (Fawri) وأنيس (Anis).
تعتبر شركة جواب (مشتقة من جملة : الجزائر عبر الـواب) الرائدة في مجال xDSL ، هي مزود خدمة الإنترنت الوحيد الموجود في جميع أنحاء الأراضي الوطنية منذ إطلاقه في عام 2001.
في 30 مارس 2014، أطلقت اتصالات الجزائر مجموعتها الجديدة من عروض الإنترنت، المسماة Idoom ADSL، بسرعات تتراوح من 1 إلى 8 ميغابت/ثانية، وفي 25 أبريل 2016، وَفَّرَت سرعة غير محدودة تصل إلى 20 ميغابيت/ثانية.

## المودمات المستعملة
يختلف نوع المودم المقدم على حسب الخدمة المقدمة سابقاً، فإذا كنت مشتركاً في خدمة فوري (Fawri) سيكون المودم من نوع Huawei SmartAX MT880، أما في حالة كنت مشتركاً في خدمة أنيس (Anis) كان المودم SpeedTouch [الإنجليزية]، وأخيراً إذا كنت مشتركاً في Easy-ADSL كان المودم ZTE.

## وصلات خارجية
http://www.djaweb.dz/